# بمباران یون‌پیونگ
بامداد روز سه‌شنبه ۲۳ نوامبر ۲۰۱۰ کره شمالی و کره جنوبی در نواحی نزدیک به مرز دریایی بین دو کشور به تبادل آتش پرداختند.
تبادل آتش ابتدا توسط کره شمالی و با شلیک حدود ۳۰ گلوله توپ آغاز شد.
این تبادل آتش بعد از پایان درگیری بین دو کره در ۱۹۵۰ جدی‌ترین در نوع خود تلقی می‌شود.